# Peperomia polymorpha
Peperomia polymorpha är en pepparväxtart som beskrevs av William Trelease. Peperomia polymorpha ingår i släktet peperomior, och familjen pepparväxter. Inga underarter finns listade i Catalogue of Life.